# Tara Perdida
Tara Perdida é uma banda portuguesa de punk rock, formada a 10 de Junho de 1995.

## Biografia

### Anos 1990
Tara Perdida nasce fruto da junção de dois projectos: de um lado João Ribas, que após o fim dos Censurados vinha com vontade de criar uma nova banda de punk hardcore e contava para isso com o apoio de Cró, e do outro, Ruka e Orélio procuravam baixista e vocalista para banda do mesmo género.
Já com algumas ideias marcadas e alguns temas compostos por parte de Ruka e Ribas, a banda começa a ensaiar no dia 10 de Junho de 1995, conseguindo dar o seu primeiro concerto no dia 17 de Novembro desse mesmo ano, sendo a formação Ribas (Guitarra e Vocais), Ruka (guitarra), Cró (Baixo) e Orélio (bateria).
Seguiram-se mais alguns concertos e em Fevereiro de 1996, já com 14 temas compostos, assinam pela editora independente Música Alternativa. As gravações começam em Abril de 96, dando-se a primeira mudança na formação durante as mesmas, saindo Cró e entrando para o seu lugar o actual baixista, Jimmix.
Nesse mesmo ano, e enquanto se davam os retoques finais no disco, a banda aproveitou o verão para dar alguns concertos, sendo de salientar as prestações dadas no palco Blitz do festival Vilar de Mouros e no Festival Super Rock 96 em Faro, onde abriram para Ratos de Porão e The Exploited.
Finalmente em Novembro, Sai o álbum Tara Perdida, tendo tido, em geral, uma boa aceitação por parte do público.
Actualmente, alguns dos singles deste cd continuam a ter grande sucesso, nomeadamente as músicas Zombie, Até m'embebedar e Batata-frita Pala-Pala.
No ano de 1997 a banda parte em digressão pelo país, tendo mesmo tido a oportunidade de abrir para várias bandas bastante populares da cena punk rock hardcore, de onde se salientam NOFX e Soziedad Alkoholika, novamente em Faro no Festival Super Rock 97.
No verão desse ano, a banda começa a trabalhar no seu segundo álbum, tendo este sido gravado entre Maio e Junho de 1998. É nesse mesmo período que a banda tem a oportunidade de abrir The Offspring nos coliseus de Lisboa e Porto. Só Não Vê Quem Não Quer, o segundo álbum de originais dos Tara, lançado em Outubro de 98, sendo o resto do ano e o ano seguinte aproveitado para dar concertos, destacando-se a única ida ao estrangeiro, com uma actuação no festival C'Rock Note em França.
Em Novembro de 1999 a banda adquire um novo elemento. Entra Ganso para a guitarra. O Ganso, ele próprio vocalista/guitarrista na sua banda anterior, os MURF, traz para aos TP, a sua veia de compositor de forte orientação harmónica e melódica, e ao mesmo tempo que deixa Ribas mais livre para demonstrar a sua faceta de monstro de palco.

### Anos 2000
Os anos de 2000 e 2001, embora com alguns concertos, foram passados a criar novos temas e a procurar um sítio fixo para ensaiar, que eventualmente acaba por surgir o que permite à banda trabalhar ainda mais e melhor.
Em Março de 2001, Orélio deixa a banda, sendo substituído por Kistos, um baterista bastante versátil que juntamente com os atributos já referidos do novo guitarrista, permitiu definitivamente à banda atingir outras sonoridades.
Com esta formação, Ribas (voz), Ruka e Ganso (guitarras), Jimmix (baixo) e Kistos (bateria), os Tara gravam, em Maio desse ano, uma demo que serviu não só para testar o impacto sonoro das novas músicas, como também para observar e melhorar a coesão musical do grupo.
No final de 2001, após terem renovado o contrato com a Música Alternativa, a banda dá início ao plano de gravação do seu terceiro álbum. As gravações ocorrem em Fevereiro e Março de 2002 nos estúdios MB no Porto e BEBOP em Lisboa, tendo como produtor Cajó.
O álbum com o nome É Assim… é lançado em Junho de 2002, abre novos horizontes e oportunidades, e angaria novos ouvintes. O tema "Nasci Hoje" consegue mesmo entrar para as playlists de algumas rádios, tornando-se o tema mais divulgado da banda.
2003 foi um ano dedicado quase exclusivamente a concertos, sendo sem dúvida o ano em que a banda mais actuou.
O ano de 2004 ficou marcado pelo lançamento de uma música nova, com o título "Não Vou Mentir" na colectânea Rock n' Riots e por alguns concertos pelo país fora.
No final deste mesmo ano, Kistos resolve deixar os Tara para se dedicar a tempo inteiro a outro projecto (Clockwise) e substituído por Rodrigo, também conhecido por Yogourt.
Com esta nova formação os Tara gravam em Novembro uma demo  de pré-produção com os temas que iriam fazer parte do seu quarto álbum, que entra em gravações definitivas em meados de Janeiro de 2005 nos estúdios MB e Bepop, mais uma vez com a produção de Cajó.
O álbum, intitulado Lambe-Botas, é lançado em Abril em três concertos de arromba, primeiro no Porto, depois Lisboa e finalmente em Faro. Este álbum traz uma boa simbiose entre o carácter mais directo e espontâneo dos dois primeiros discos e a sofisticação do terceiro, que resulta em mais um "melhor álbum da banda", confirmando que esta é uma banda que não estagna e evolui sempre, o que augura o melhor para o futuro. É gravado um dvd ao vivo no ' Incrivel Almadense ' com lotação esgotada. 
Em 2008 lançam mais um álbum, Nada a Esconder.
Em 2009 realizam concertos em nome próprio numa das salas mais consagradas do país como o Coliseu dos Recreios em Lisboa e o Cinema Batalha no Porto.
Em Fevereiro em 2010 a banda volta a trocar de baterista com a saída de Rodrigo e a entrada do antigo baterista Kistos.
Para celebrar os seus 15 anos de existência, contam com um concerto agendado para uma das salas mais underground da musica punk, na Voz do Operário.
A 23 de Março de 2014, após um mês de internamento hospitalar, morre João Ribas, vítima de infecção respiratória.
No dia 1 de Março de 2015, é lançado o novo single da banda intitulado "Um Dia De Cada Vez". Este é o 1º single de avanço do novo álbum "Luto" que marca a estreia do novo vocalista, Tiago Afonso, após a morte de João Ribas a 23 de Março de 2014.

## Membros

### Actuais
- Rui Costa (Ruka) - guitarra, voz
- Tiago Silva (Ganso) - guitarra
- Filipe Sousa - baixo
- Pedro Rosário (Kistos) - bateria

### Fundadores
- Orélio - bateria
- Cró - baixo
- João Ribas - voz, guitarra (1995-2014)
- Rui Costa (Ruka) - guitarra

## Discografia
- 1996 - Tara Perdida (Música Alternativa)
- 1998 - Só Não Vê Quem Não Quer (Música Alternativa)
- 2002 - É Assim (Música Alternativa)
- 2005 - Lambe-Botas (Difference)
- 2008 - Nada a Esconder (Universal)
- 2013 - Dono do Mundo  (Sony Music)
- 2015 - Luto (Sony Music)
- 2016 - Metamorfose (Acústico)
- 2019 - Reza  (Sony Music)

### Videografia
- 2008 - É Incrível